# Joachim Renzikowski
Joachim Renzikowski (*  5. April 1961 in Erlangen) ist ein deutscher Jurist.
Nach dem Studium der Rechtswissenschaften an der Universität Erlangen (1. und 2. Juristisches Staatsexamen 1986 bzw. 1989) wurde er 1993 an der Universität Tübingen mit einer Dissertation über Notstand und Notwehr promoviert und habilitierte sich dort 1997.
Seit 1998 ist Renzikowski Inhaber des Lehrstuhls für Strafrecht und Rechtsphilosophie/Rechtstheorie an der Martin-Luther-Universität Halle-Wittenberg. Zu seinen Forschungsschwerpunkten gehören Normentheorie, Sexualstrafrecht, Menschenhandel und die Europäische Konvention zum Schutze der Menschenrechte und Grundfreiheiten.

## Funktionen
Joachim Renzikowski war bis zur Ausgabe 2/2013 Herausgeber der Zeitschrift für Rechtsphilosophie (ZRph) und ist seit Januar 2015 Herausgeber der Zeitschrift Rechtsphilosophie - Zeitschrift für die Grundlagen des Rechts (RphZ). Er ist ferner Beirat der Zeitschrift Jura Studium & Examen (JSE), für die er auch als Autor einige Beiträge verfasst hat.